# Santa Cruz de Boedo
Santa Cruz de Boedo is een gemeente in de Spaanse provincie Palencia in de regio Castilië en León met een oppervlakte van 25,51 km². Santa Cruz de Boedo telt 56 inwoners (1 januari 2016).

## Demografische ontwikkeling
Bron: INE, 1857-2011: volkstellingen
Opm.: In 1857 werd de gemeente Hijosa de Boedo aangehecht